# Echelon (Festival)

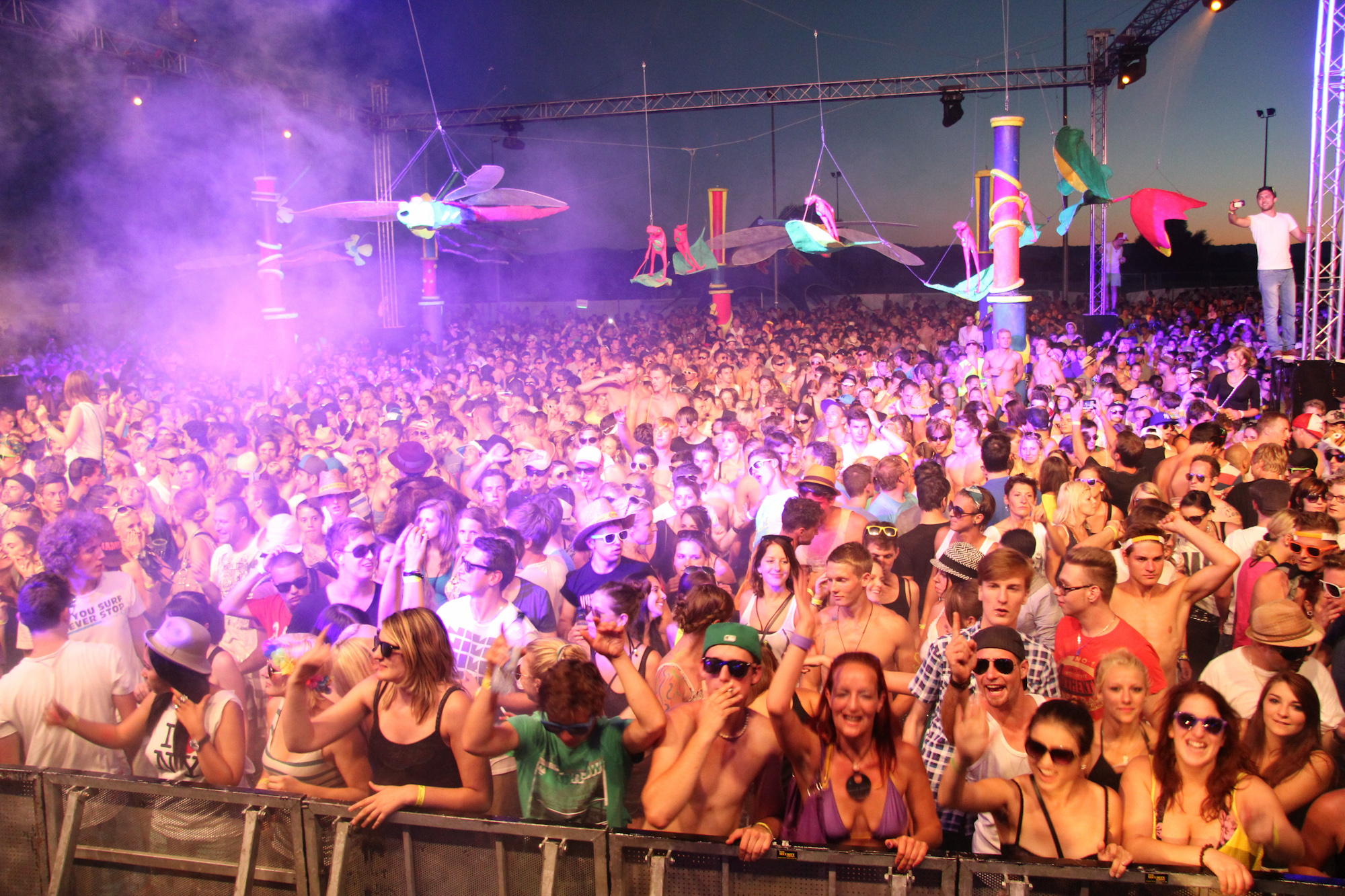
Echelon Festival 2012

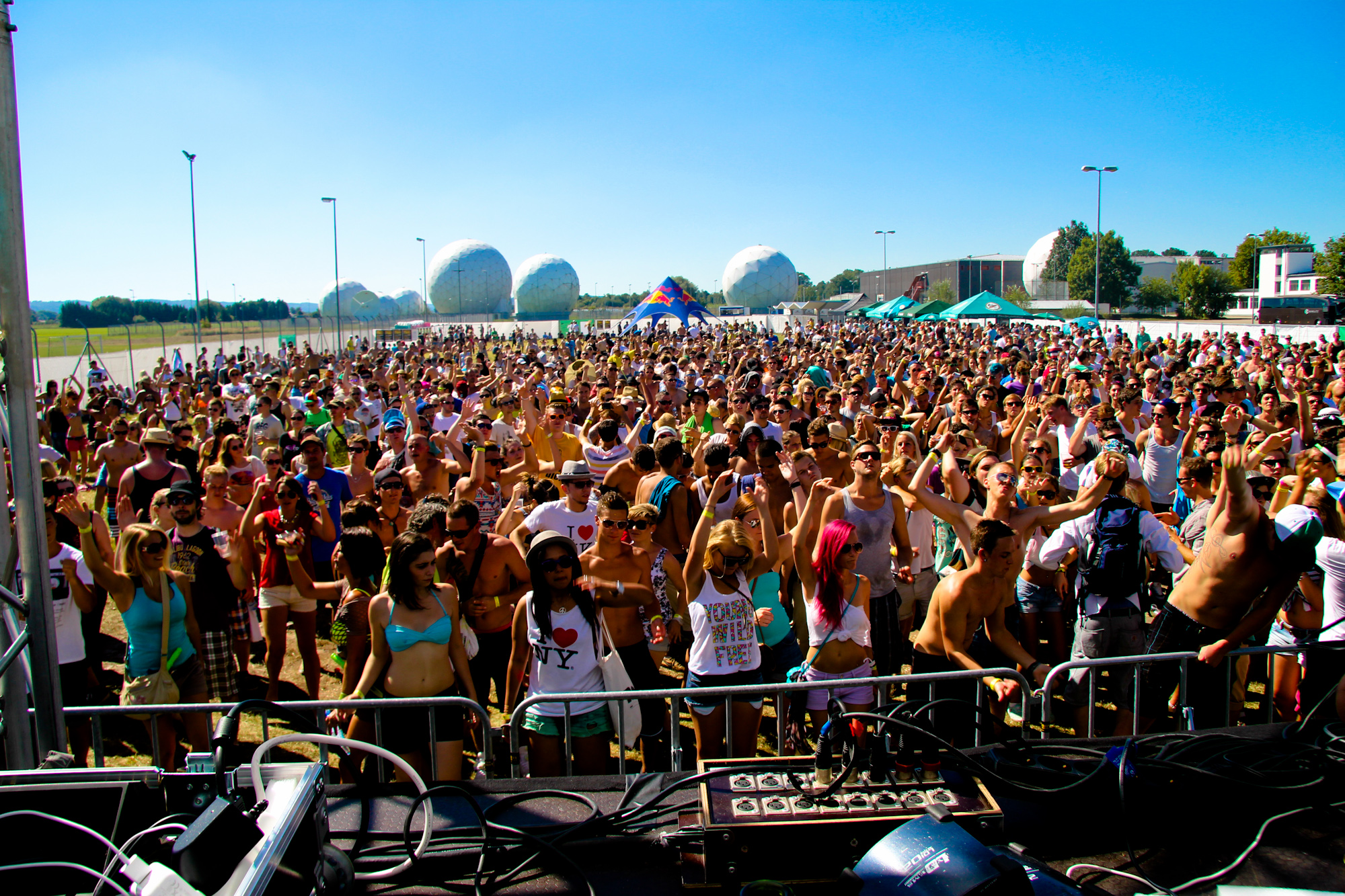
Echelon Festival 2012

Das Echelon Open Air & Indoor Festival ist ein seit 2009 stattfindendes Electro- und House-Festival in Bad Aibling bei Rosenheim. Mit bis zu 25.000 Besuchern im Jahr 2015 ist es das größte Festival seiner Art in Bayern. Das dreitägige Festival wird jährlich im August von der Permanent Entertainment GmbH veranstaltet.

## Geschichte
Das Festival fand erstmals 2009 als reines Open Air Festival statt. Zum Auftakt kamen knapp 3500 Besucher. Im folgenden Jahr war bis April nicht klar, ob das Festival stattfinden durfte. Wegen möglicher Lärmbelästigung wurde die Genehmigung politisch in Frage gestellt. Schließlich einigte man sich darauf, das Festival um einen Tag (auf Samstag) vorzuverlegen und eine zusätzliche Bühne in einer ehemaligen Fliegerhalle aufzubauen. Aus Platzgründen konnten nur 2400 der etwa 7000 Besucher die Indoor-Area betreten – die restlichen Besucher konnten allerdings draußen vor der Open-Air-Bühne feiern. Im Jahr 2011 fand das Festival wieder als reines Open-Air-Festival mit einer Ausnahmegenehmigung der Stadt Bad Aibling statt. Eine Indoor-Area gab es in diesem Jahr nicht, da die alte Fliegerhalle aufgrund statischer Probleme zuvor gesperrt worden war. Stattdessen baute man eine zweite Open-Air-Bühne auf. Nach Angaben des Veranstalters stieg die Reichweite des Festivals weiter an, sodass man nun schon Besucher aus ganz Europa und USA sowie Kanada verzeichnen konnte.
Im Jahr 2011 wurde Echelon als das „kulturell wertvollste Musikfestival 2011“ mit dem bayerischen Festivalpreis ausgezeichnet.
2012 wurde zusätzlich zu den beiden Open-Air-Bühnen wieder die Fliegerhalle als Indoor-Area genutzt. Somit standen auf knapp 12.000 m² Fläche drei Bühnen zur Verfügung. Es war das erste Echelon-Festival, das mit rund 17.000 Besuchern komplett ausverkauft war.
2013 wurde das Echelon Open Air, das mit 25.000 Besuchern ausverkauft war, wieder als eines der schönsten Musik Festivals Deutschlands ausgezeichnet und prämiert. Im Besonderen die Zusammenarbeit zwischen den Behörden, dem Veranstalter (Airport Aibling GmbH) und der Polizei Bad Aibling gilt als in der Branche vorbildlich. Es wurde erstmals 2013 auf 4 Bühnen gespielt, unter anderem der Mainstage für 18.000 Personen – der Echelon Stage für 10.000 Personen, der Kater Holzig Stage für 6000 Personen sowie der Indoor Electric Motion Stage für 2500 Personen. Das Echelon Festival gehört als independent Festival für elektronische Musik zu den Wegbereitern in diesem Segment.
2014 war das Echelon ebenfalls mit 25.000 Besuchern ausverkauft. Festzustellen war, dass das Festival nunmehr überregionale Bedeutung bekam und die Besucher aus ganz Europa anreisten. Es wurde erstmals auf 5 Bühnen gespielt. Main Stage, Weird Stage, Electronic Motion Stage (Halle) Kater Mucke, Berlin Stage sowie VIP Stage im VIP Bereich. Erstmals wurde das Gelände erweitert und ein Camping-Areal angelegt, das im Besonderen für eine " Warm Up"-Party am Freitag vor dem eigentlichen Echelon Festival für weitgereiste Gäste eingerichtet wurde.
2017 musste das Festival wegen Sturm und Regen unterbrochen werden. Es gab etwa zehn Verletzte.
In den Jahren 2020 und 2021 wurde das Festival aufgrund der anhaltenden COVID-19-Pandemie abgesagt.

## Veranstaltungsort

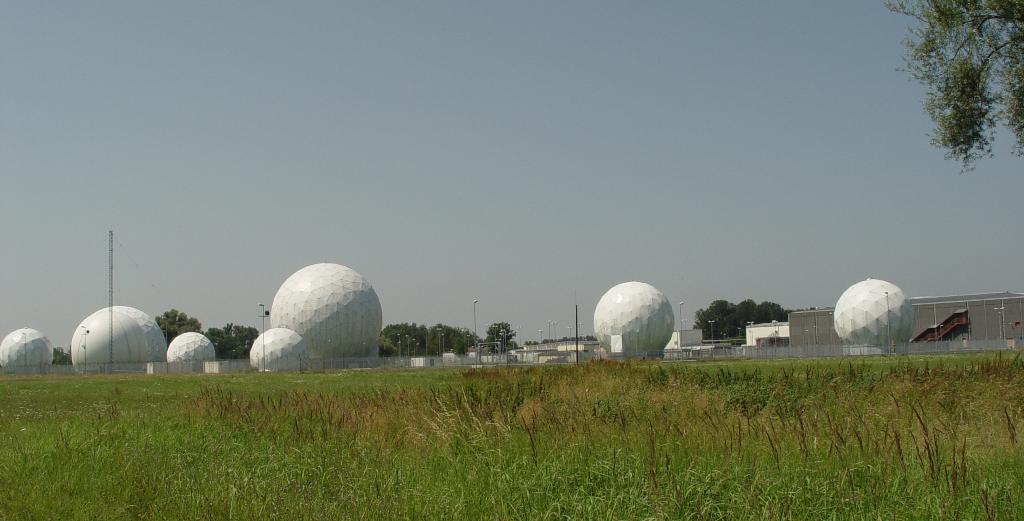
Bad Aibling Station

Als Veranstaltungsort des Festivals dient die verlassene Bad Aibling Station. Dort übernahm die US Army ab 1952 einen alten Militärflugplatz, welcher anschließend zu einer Abhörstation des amerikanischen Auslandsgeheimdienstes ASA ausgebaut wurde. Aus diesen Ausbauarbeiten stammen auch die markanten weißen Kuppeln (Radome). Sie fungierten als Radaranlagen des weltumspannenden US-amerikanischen Spionagenetzwerks Echelon, welches namensgebend für das Festival ist. Die Station wurde 2004 geschlossen und wird seither für verschiedene Veranstaltungen genutzt.

## Line Ups (Auswahl)
2009: Paul Kalkbrenner, Moonbootica, André Galluzzi, Pele, Findling, Delgado, George Townston, Brad Inox
2010: Paul Kalkbrenner, Turntablerocker, Dario Delgado, Felix Kröcher, George Townston, Pele, Steve Looney, DJ Maxage, Sven Thiemann
2011: Lexy & K-Paul, Turntablerocker, Fritz Kalkbrenner, Moonbootica, Monika Kruse, Felix Kröcher, Extrawelt, AKA AKA, Pele, Dario Delgado, Steve Looney
2012: Marek Hemmann, Lexy & K-Paul, Monika Kruse, Moonbootica, Oliver Koletzki & Fran, AKA AKA feat. Thalstroem, Len Faki, DJ Karotte, Dominik Eulberg, Format:B, Sascha Braemer, Pele & Shawnecy, Nico Stojan, Townston & Delgado, Tres Puntos, Steve Looney, Krämer & Lindberg, Schallvergiftung
2013: Fritz Kalkbrenner, Umek, Lexy & K-Paul, Moonbootica, DJ Martini, Klangkarussell, Oliver Koletzki, AKA AKA feat. Thalstroem, Monika Kruse, Extrawelt, Format:B, Tube & Berger, Monkey Safari, Sascha Braemer, Nico Stojan, Dirty Doering, Marcus Meinhardt, Pele & Shawnecy,
2014: Moonbootica, Dubfire, Lexy & K-Paul, Pan-Pot, Klingande, Monika Kruse, Marek Hemmann, Extrawelt, AKA AKA feat. Thalstroem, Len Faki, Andhim, Robin Schulz, Oliver Koletzki, Klaudia Gawlas, Dominik Eulberg, Format:B, Felix Kröcher, DJ Karotte, Alle Farben, Oliver Schories, Nico Stojan, Lexer, Faul, Markus Kavka
2015: Fritz Kalkbrenner, Robin Schulz, Klangkarussell, Moonbootica, Alle Farben, Chris Liebing, Len Faki, Monika Kruse, Andhim, Sascha Braemer, Westbam
2016: Ben Klock, Lost Frequencies, Robin Schulz, Adam Beyer, Karotte, Felix Kröcher, Klaudia Gawlas, Dominik Eulberg, Britta Arnold, Extrawelt, Maceo Plex
2017: Ben Klock, Maceo Plex, Oliver Heldens, Adam Beyer, Alle Farben, Felix Jaehn, Andhim, Dirty Doering, DJ Rush, Extrawelt, Felix Kröcher, Kerstin Eden, Len Faki, Gheist
2018: Paul Kalkbrenner, Don Diablo, Carl Cox, Dominik Eulberg, Ostblockschlampen, Sascha Braemer, Marek Hemmann, Yellow Claw, Pan-Pot, Boris Brejcha
2019: Amelie Lens, AKA AKA, Deborah De Luca, Adam Beyer, Chris Liebing, Felix Kröcher, Robin Schulz, Neelix, DJ Martini, Maceo Plex, Stephan Bodzin, Sascha Braemer
2023: 999999999, AKA AKA, Akki, Alfred Heinrichs, Alignment, Alle Farben, Angerfist, Anna Reusch, Artbat, Brennan Heart, Brutalismus 3000, Charlie Sparks, Charlotte de Witte, Clara Cuvé, Da Tweekaz, Deborah De Luca, Denise Schneider, Die Gebrüder Brett, Dirty Doering, DJs From Mars, Dominik Eulberg, Droplex, Einmusik, Exil der Schatten, Falscher Hase, Fät Tony, Felix Kröcher, Fjaak DJ, Format:B, Funk Assault (Chlär vs. Alarico), Glockenbach, Harris And Ford, HBZ, Headhunters, Heimlich Knüller, Hozho, Hügel, I Hate Models, In Verruf, James Hype, Joyhauser, Karla Blum, Klangkünstler, Klaudia Gawlas, Kobosil, Len Faki, Mark Dekoda, Mausio, MCR-T, Meduza, Moonbootica, Morten, Motvs, MRD B2B Narciss, Neelix, Nico Moreno, Nils Hoffmann, Nusha, Oliver Koletzki, Oliver Schories, Paolo Ferrara, Pappenheimer, Parfait, Paul Kalkbrenner, Peacock In Concert, RAN-D, Regal, Reinier Zonneveld, Robin Schulz, Sam Paganini, Shawnecy, SHDW & Obscure Shape, Shlømo, SNTS, Somewhen, Soace 92, Stella Bossi, Stephanie Raschke, Steve Looney, Sub Zero Project, T78, Tøby Rømeø, Trym, Viken Arman, Vini Vici, Vize, Maxtreme, Xenia, Xinobi